# Premio Cristal de la Razón
El Premio Cristal de la Razón (Das Glas der Vernunft, en alemán) es un premio ciudadano otorgado anualmente a personas naturales o instituciones desde 1991 en la ciudad de Kassel, Alemania. Es otorgado anualmente a personas o instituciones que sirven a los ideales de la ilustración: la razón, superar las barreras ideológicas y, de manera especial, la tolerancia a la disidencia. El premio tiene un valor de 10000 euros.

## Ediciones
- 2006 — Ayaan Hirsi Ali
- 2010 — Ai Weiwei
- 2012 — Vandana Shiva[3]
- 2013 — Jürgen Habermas[4]
- 2016 — Edward Snowden[5]
- 2017 — Médicos Sin Fronteras
- 2018 — Saúl Luciano Lliuya[6]
- 2019 — Chimamanda Ngozi Adichie[2]